# Tieste (Seneca)
Tieste (in latino Thyestes) è una tragedia di Lucio Anneo Seneca.

## Trama
Nel Prologo l'ombra di Tantalo viene condotta a Micene da una Furia, dove deve seminare nuove discordie: deve scorrere ancora sangue, e nessun oltraggio rimanere invendicato. Tantalo stesso ha orrore di ciò che sta per avvenire, tanto che preferirebbe riguadagnare «l'orrendo giaciglio della mia prigione», ma è costretto a compiere ciò che gli è stato ordinato.
Atreo medita vendetta nei confronti del fratello Tieste, dato che gli ha usurpato il trono - ed è stato poi costretto all'esilio - e gli ha insidiato la moglie Erope (mai designata con il suo nome nella tragedia); discutendo con un cortigiano manifesta la necessità di compiere un'atrocità che superi tutte quelle di cui si abbia avuta notizia sino a quel momento, un atto ancor più crudele della tecnofagia ordita da Procne e Filomela ai danni del re tracio Tereo, la cui vicenda è narrata nel sesto libro delle Metamorfosi ovidiane.
Richiama così Tieste in patria, fingendo di volersi riconciliare con lui. Il fratello giunge ad Argo con i tre figli, felice di riabbracciare la propria patria ma timoroso per l'incolumità sua e dei suoi cari. Il figlio Tantalo - l'unico dei tre a parlare nel corso del Thyestes - cerca di rassicurarlo, e lo stesso Atreo riserva un'ottima accoglienza al fratello. Tra i due sembra ristabilirsi la pace, ma il piano di Atreo è ormai pronto per essere attuato.
Poco tempo dopo, un messaggero informa il Coro che la raccapricciante vendetta è stata portata a compimento: i figli di Tieste sono stati catturati per ordine di Atreo, che li ha uccisi con inaudita ferocia, per poi architettare un piano ancor più sadico e macabro: ha fatto cuocere i loro corpi fatti a pezzi e li ha imbanditi a una mensa per il padre, che sta ora mangiando le pietanze all'oscuro di tutto. Il misfatto è così terribile che il Sole inverte la sua orbita in pieno giorno e le costellazioni dello Zodiaco cadono dal cielo, sconvolte.
Atreo propone al fratello un brindisi, ma Tieste si accorge che quello che gli porge nella coppa non è vino, ma sangue. Smarrito e spaventato, chiede dove siano i suoi figli. Atreo gli mostra le teste e le mani mozzate, e gli racconta tutto ciò che ha fatto.
Dopo aver invocato scenari apocalittici, Tieste maledice il fratello: «Gli dèi della vendetta mi assisteranno: le mie maledizioni affidano a loro [i figli di Atreo] il tuo castigo!». La risposta di Atreo: «E il tuo castigo io l'affido ai figli tuoi!», chiude il dramma.

## Modello
Il Tieste è l'unico caso di tragedia senecana senza un modello greco a noi pervenuto; fino ad allora sia i tragici greci che latini si erano cimentati a inscenare il mito di Tieste: Sofocle, Eschilo, Euripide, Accio, Vario Rufo, ma di queste tragedie non ci è giunto niente o solo qualche frammento.

## Fortuna
Il Tieste di Seneca, per la sua brutalità e per le sue tinte fosche ebbe una vasta eco nella letteratura seguente: ispirò Thomas Kyd, Shakespeare (nel Tito Andronico riprende il tema della tecnofagia e nell'Amleto il tema della vendetta e dell'apparizione del fantasma), Voltaire, Ugo Foscolo (l'omonima tragedia). L'ispirazione senecana di quest'ultimo testo, tra l'altro, è stata dimostrata da Ettore Paratore in uno studio del 1978.